# Paradelphomyia brachyphallus
Paradelphomyia brachyphallus är en tvåvingeart som beskrevs av Alexander 1956. Paradelphomyia brachyphallus ingår i släktet Paradelphomyia och familjen småharkrankar.
Artens utbredningsområde är Uganda. Inga underarter finns listade i Catalogue of Life.